# Beanie Feldstein

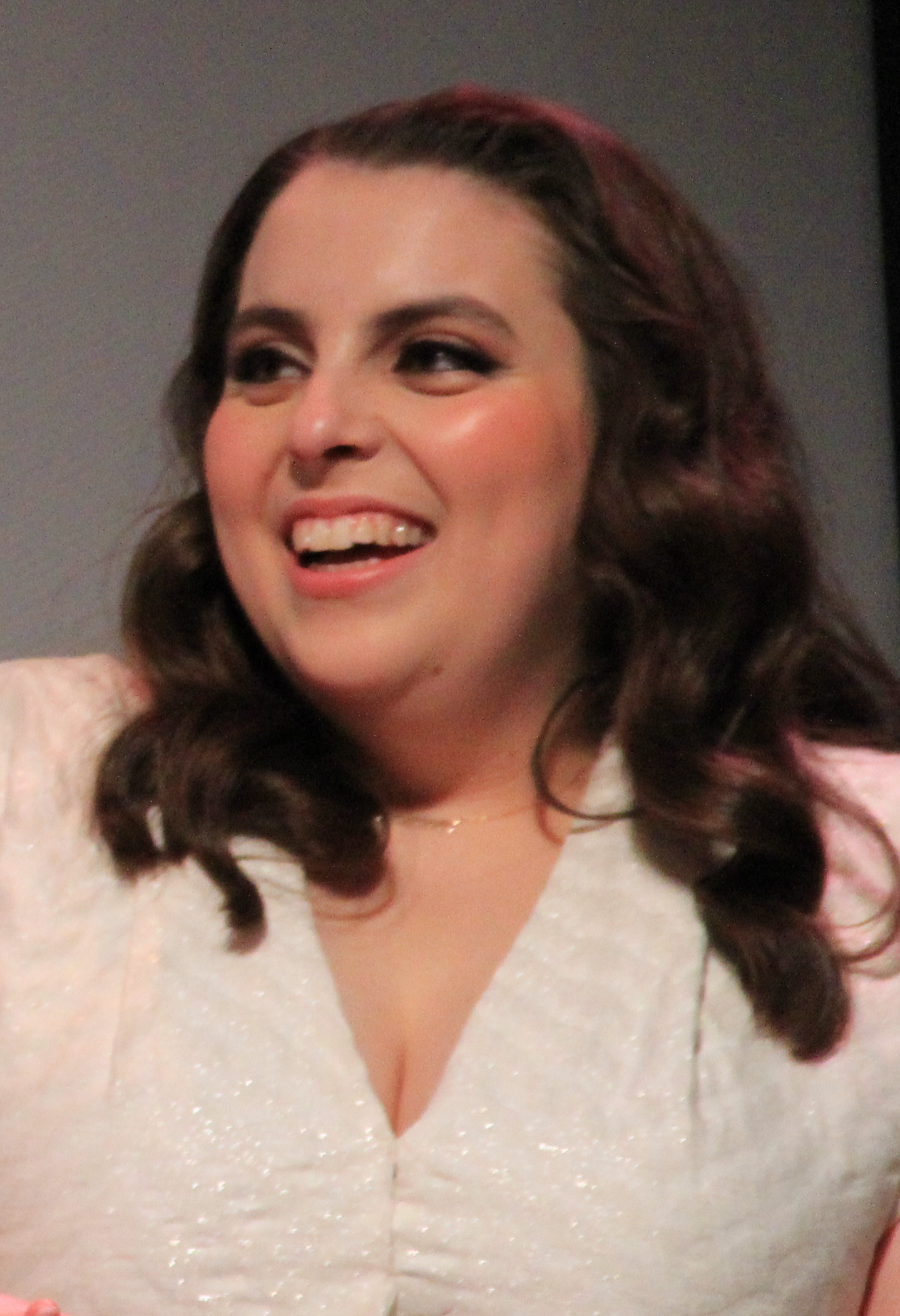
Feldstein beim SXSW 2019

Elizabeth „Beanie“ Greer Feldstein (* 24. Juni 1993 in Los Angeles, Kalifornien) ist eine US-amerikanische Film- und Theaterschauspielerin.

## Leben
Feldstein wurde 1993 als drittes Kind des Buchhalters Richard Feldstein und der Kostümbildnerin Sharon Feldstein (geborene Chalkin) in eine jüdische Familie geboren. Ihre älteren Brüder sind der Schauspieler Jonah Hill (* 1983) und der langjährige Maroon-5-Manager Jordan Feldstein (1977–2017). Sie wuchs in West Los Angeles auf und besuchte die Harvard-Westlake High School. Sie ist seit der Schulzeit eng mit dem Schauspieler Ben Platt befreundet.
Feldstein studierte an der Wesleyan University Soziologie und zog 2015 nach New York City. 2016 hatte sie ihre erste größere Rolle in der Komödie Bad Neighbors 2. Einem größeren Publikum wurde sie 2017 durch ihre Rolle in Greta Gerwigs Tragikomödie Lady Bird an der Seite von Saoirse Ronan bekannt. Während der Dreharbeiten sah Produzent Scott Rudin ihre Aufnahmen und ließ sie für die Rolle der Minnie Fay in der Broadway-Neuaufführung des Musicals Hello, Dolly! vorsprechen. Von April 2017 bis August 2018 trat sie darin, zunächst an der Seite von Bette Midler und David Hyde Pierce, auf.
2019 war sie in der Filmkomödie Booksmart in der Hauptrolle der Molly zu sehen. Für ihre Darstellung wurde sie für einen Golden Globe Award in der Kategorie Beste Hauptdarstellerin – Komödie oder Musical nominiert.
In der dritten Staffel der Anthologie-Serie American Crime Story, welche die Lewinsky-Affäre behandelt, übernahm sie die Rolle der Monica Lewinsky.
Ende Juni 2020 wurde Feldstein ein Mitglied der Academy of Motion Picture Arts and Sciences.
Seit Mai 2023 ist Feldstein mit der britischen Filmproduzentin Bonnie Chance Roberts verheiratet.

## Filmografie
- 2002: What’s Up, Dad? (My Wife and Kids, Fernsehserie, eine Episode)
- 2012: Madison High (Fernsehfilm)
- 2015: Orange Is the New Black (Fernsehserie, eine Episode)
- 2015: Fan Girl (Fernsehfilm)
- 2015: The Devil You Know
- 2016: Bad Neighbors 2 (Neighbors 2)
- 2017: The Female Brain
- 2017: Lady Bird
- 2017: Will & Grace (Fernsehserie, eine Episode)
- 2019: Booksmart
- 2019: Johanna – Eine (un)typische Heldin (How to Build a Girl)
- 2019: What We Do in the Shadows (Fernsehserie, 4 Episoden)
- 2020: Die Simpsons (The Simpsons, Fernsehserie, eine Episode, Sprechrolle)
- 2020: Grey’s Anatomy (Fernsehserie, eine Episode)
- 2020: James and the Giant Peach with Taika and Friends (Webserie, eine Episode)
- 2020: Home Movie: The Princess Bride (Miniserie, eine Episode)
- seit 2021: American Crime Story (Fernsehserie)
- 2021: The Humans
- 2024: Drive-Away Dolls

## Theater
- 2017–2018: Hello, Dolly! (Shubert Theatre, New York City)